# Das Flirren am Horizont (Film)
Das Flirren am Horizont (Originaltitel: Le milieu de l’horizon) ist ein 2019 erschienener belgisch-schweizerischer Spielfilm. Die Regie führte Delphine Lehericey. Der Film basiert auf dem gleichnamigen Roman von Roland Buti aus dem Jahr 2013.

## Handlung
1976 herrscht Dürre in Europa. Den Hof, auf dem der 13-jährige Gus in der französischen Schweiz lebt, trifft es besonders hart: Der Familienvater hat Hühnerzucht betrieben und die Küken sterben nun in der Hitze. Die Mutter quartiert währenddessen eine Fremde auf dem Hof ein, die sich als ihre Geliebte herausstellt. Dies führt nach einem Wutausbruch des Vaters dazu, dass die Mutter die Familie verlässt. Gus trifft dies hart und so ist er wütend auf sie. Er verbringt daraufhin mehr Zeit mit dem Mädchen Mado. Da sein Vater zunehmend mehr trinkt, muss Gus sich um die Versorgung der Tiere kümmern. Nachdem immer mehr Hühner wegen der Hitze sterben, bricht schließlich ein Gewitter los. Bei diesem wird der geistig zurückgebliebene Knecht Rudy, ein enger Freund von Gus, von einem Balken erschlagen. Für Gus ist dieser Sommer das Ende seiner Kindheit.

## Rezeption
Die Redaktion des Lexikon des internationalen Films vergab vier von fünf Sternen. Sie lobte die „herausragende Kameraarbeit“, die „eindringliche Sinnbilder“ schaffe. Dabei werde die „Erwachsenensphäre […] eher hingetupft, während der Film sich mit Mut zur Ambivalenz seines widersprüchlichen jugendlichen Protagonisten annimmt.“

## Auszeichnungen
- Schweizer Filmpreis 2020 (Bester Spielfilm)
- Schweizer Filmpreis 2020 (Bestes Drehbuch)